# Rafaâ Chtioui
Rafaâ Chtioui (en árabe: رافع الشتيوي‎, 26 de enero de 1986) es un ciclista tunecino. Es el primer corredor profesional tunecino en Europa desde Ali Neffati.[cita requerida]

## Biografía
Pasó a profesionales con el equipo catarí del Doha Team tras haber logrado victorias profesionales aún como amateur.
Representó a su país en los Juegos Olímpicos de 2008 en la carrera en línea. Chtioui terminó 87.º a 39 min 15 s del vencedor, el español Samuel Sánchez. Fichó en 2010 por el equipo italiano Acqua & Sapone.
En 2010 participó en la París-Roubaix terminando la carrera.
En 2012 se unió al equipo Team Europcar. Terminó segundo de la Roue Tourangelle y décimo de la Hel van het Mergelland. participó de nuevo en la París-Roubaix aunque esta vez abandonó la prueba.

## Palmarés
2005 (como amateur)
- 2.º en el Campeonato Africano Contrarreloj

2008
- International Grand Prix Al-Khor

2009
- 1 etapa del Tour de Singkarak[2]
- 1 etapa de la Vuelta a Serbia

2010
- Campeonato de Túnez en Ruta

2013 (como amateur)
- Challenge du Prince-Trophée de l'Anniversaire
- Campeonato de Túnez en Ruta

2014
- Campeonato de Túnez en Ruta
- Jelajah Malaysia, más 1 etapa

2015
- Tropicale Amissa Bongo, más 2 etapas
- 1 etapa del Tour de Japón
- Campeonato de Túnez en Ruta
- Campeonato de Túnez en Contrarreloj
- 1 etapa del Tour del Lago Taihu

## Equipos
- Doha Team (2008-2009)
- Acqua & Sapone (2010-2011)
  - Acqua & Sapone-D'Angelo & Antenucci (2010)
  - Acqua & Sapone (2011)
- Team Europcar (2012)
- Sky Dive Dubai (2014-2016)
  - SkyDive Dubai Pro Cycling Team (2014-2015)
  - SkyDive Dubai Pro Cycling Team-Al Ahli Club (2016)
- VIB Sports (04.2018-2019)